# 斯科薩里夫卡
47°26′39″N 30°31′32″E / 47.44417°N 30.52556°E
斯科薩里夫卡（烏克蘭語：Скосарівка）是位於烏克蘭西南部的村莊，由敖德萨州贝雷济夫卡区的安德里耶沃-伊萬尼夫卡市鎮負責管轄。該村始建於1861年，面積2.23平方公里，海拔高度33米，2001年人口1,007，人口密度每平方公里451.57人。